# بيلار أدون
بيلار أدون ( مدريد، 12 أكتوبر 1971) كاتبة ومترجمة إسبانية. وهي مؤلفة روايات من الوحوش والطيور و الفاني و بنات سارة؛ مجموعات القصص القصيرة الحياة المغمورة و الشهر الأكثر قسوة و رحلات بريئة ؛ الرواية القصيرة إتيرنو أمور ؛ والمجموعات الشعرية إنه يؤلمني و الأوامر وعقل الحيوان و La hija del cazador . ومن بين الجوائز التي حصلت عليها جائزة العين النقدية ‏ (2005)، وجائزة مكتبات مدريد لأفضل كتاب شعر (2018)، وجائزة كالامو (2023)، وجائزة فرانسيسكو أومبرال لكتاب العام (2023)، وجائزة النقاد الإسبان لأفضل كتاب باللغة الإسبانية (2023)، والجائزة الوطنية للأدب السردي (2023).

## النشأة والتعليم
ولدت بيلار أدون في مدريد في 12 أكتوبر 1971. تخرجت في القانون من جامعة كومبلوتنسي في مدريد.

## العمل
في عام 2022، نشرت روايتها من الوحوش والطيور (Galaxia Gutenberg)، وحصلت على جائزة الأدب الوطني للسرد لعام 2023، وجائزة النقاد الإسبان لعام 2022، وجائزة فرانسيسكو أومبرال لكتاب العام 2022، وجائزة نظرة أخرى على كالاموس لعام 2022، بالإضافة إلى كونها من بين المرشحين النهائيين لجائزة ماريو فارغاس يوسا للرواية الخامسة. في النوع الروائي، هي أيضًا مؤلفة رواية الفاني (Galaxia Gutenberg، 2015)، التي اعتبرها النقاد واحدة من أفضل عشر روايات في ذلك العام، ورواية بنات سارة ( Alianza Editorial ، 2003 / Puzzle (pocket)، 2007). في عام 2021 نشرت الرواية القصيرة الحب الأبدي (Páginas de Espuma).

## الجوائز والأوسمة
- (2005). جوائز العين النقدية  [لغات أخرى]‏، في فئة السرد، عن رحلات بريئة (Páginas de Espuma).
- (2018). جوائز نقابة باعة الكتب في مدريد، في فئة الشعر، لـ الأوامر (La Bella Varsovia).
- (2022). جائزة فرانسيسكو أومبرال لكتاب العام عن كتاب من الوحوش والطيور .[11][12] (جالاكسيا جوتنبرج)
- (2022). جائزة ريشة، في فئة عرض آخر، عن من الوحوش والطيور(Galaxia Gutenberg).
- (2022). جائزة Premio de la Crítica Española لأفضل كتاب روائي باللغة الإسبانية، عن من الوحوش والطيور (مجرة جوتنبرج).
- (2023). جائزة الأدب الوطني للسرد، عن من الوحوش والطيور (جالاكسيا جوتنبرج).